# Зграда Народног позоришта у Нишу
Зграда Народног позоришта у Нишу на Синђелићевом тргу, изграђена је је 1939. за Позориште Моравске Бановине. Иницијативу за изградњу нове зграде позоришта дао је тадашњи бан Моравске бановине, Марко Новаковић. Аутор је Всеволод Татаринов нишки архитекта руског порекла (представник руске емиграције), руководилац Техничког одељења Банске управе. Занимљиво је да је идејни пројекат обишао све угледније позоришне куће у Југославији, ради прибављања мишљења водећих позоришних стручњака и техничара.

## Изградња и карактеристике
Камен темељац, за нову зграду позоришта постављен је 27. јуна 1937 год., а позориште је отворено 1. јануара 1939 год. Позоришним комадом Зидање Раванице Милорада Шапчанина. Зграда је импозантан објекат димензија 54x34m, пројектован у духу модерне. Главни улаз са полукружним степеништем, испод балкона на спрату, који држе четири стуба, оријентисан је ка свечаном платоу на проширењу трга према улици Вожда Карађорђа. Простор који зграда заузима, повучен је од прометне Вождове улице и оивичен улицама и са остале три стране, омогућава несметан приступ и главном и споредним бочним улазима, као и рампи са задње стране, а и касније изграђени вишеспратни објекат Дома војске и околних стамбених блокова не угрожавају њену архитектуру.(модерна Ниш-јавни објекти реф.184стр) Помоћни и технички улази су са источне и западне стране.
Основе су по неким тумачењима, решене по угледу на Берлинско позориште, а ентеријер холова у приземљу и на спрату представљају пример доброг укуса у примени боја.
Позориште има салу у облику амфитеатра са 390 седишта у партеру, на спрату балкон са 156 седишта и четири ложе са по шест седишта на нивоу бине (две са леве, две са десне стране) и две на спрату, два централна фоајеа у партеру и на спрату са претпросторима и гардеробама. Испред велике, покретне бине димензија 14x10m, са надвишењем за дизање кулиса, која је изведена по технолошком пројекту инжињера Веље Јовановића, техничког шефа Народног позоришта у Београду, налази се удубљење за оркестар, иза њега је друга бина (техничка), иза које је сала за кулисе са директним излазом на рампу.

## Додатни радови на реконструкцији
Зграда Народног позоришта дограђена је, у духу основног пројекта 1946 год., по пројекту нишког архитекте руског порекла Александра Медеведева, радови се односе на технички блок. Изнад постојећих гардероба у приземљу, са обе бочне стране позоришта, дограђен је спрат са просторијама за одлагање позоришних костима, а над простором задње бине налази се просторија за пробе, клуб, читаоница и сликарница. Каснији радови на згради 1967 год., су обухватили реконструкцију сале под супервизијом проф. М белобрка и др. Х Куртовића.(модерна Ниш-јавни објекти реф.185стр) 2002 год обновљен је комплетан ентеријер сале, бина, радне просторије, фасада и кровни покривач. 2007 год. вршена су само ентеријерска и технолошка побољшања.